# Switch (米原秀幸の漫画)
『Switch』（スウィッチ）は、米原秀幸による日本の少年漫画。2002年から2004年にかけて『週刊少年チャンピオン』（秋田書店）誌上にて連載された。サブタイトルは「THE GREAT ESCAPE ACTION」。現代もしくは近未来を舞台背景としたSF・アクション作品である。連載当初は1話ごとに完結していくストーリー展開だったが、その回を追うごとに内容が深まってゆき、やがて大きなテーマの内容へと発展していく。本作には、たくさんの名車や旧車が登場するのも特徴。サブタイトルにあるように、“逃げる”が最大のテーマになっている。

## ストーリー
この物語の鍵となる逃がし屋・斜刺五光は、その体に秘められた「Switch」により、人間が持つ能力を超えることができる。その能力を活かし、「逃がし屋」として腕を揮っていた。成功した評価（報酬）は銀行に振り込まれ、それが「逃がし」に対する評価であり報酬である。「Switch」がオンになったときのみ瞳の色が黄緑色に変化し、なぜそうなるのかは、斜刺五光本人にも過去の記憶が無いためわからない。その瞳の色や人間離れした身体能力のことを探り始めるところから物語が加速し始める。

## 登場人物

### ナナシの一味
斜刺五光（ななし ごこう）- 験体No.1215
逃がし屋を営む青年。作中での主な呼び名は「ナナシ」。
「Switch」により瞳の色が黄緑色になると、人並み外れた身体能力を発揮できる。それ以外のときは、若干おバカな一面も見せる。
手首や肘のテーピング、常に銜えている歯ブラシは「落ち着く」とのこと。ほとんどのシーンでウエスタンブーツを履いている。
仕事時以外は、読書や、映画鑑賞、5000ピースのジグソーパズル（タイトルは「雲ひとつない青空」）の作成している。また、翔平くんとゲームをしているシーンもある。
津田島蓮司（つだじま れんじ）
ヤクザの若頭。逃がし屋の仕事やナナシに掛かった懸賞金等のことで、ナナシとは何度も衝突していたが、組で対立組織の組長の甥を殺害するというトラブルを起こして狙われる立場になり、自分を逃すようにナナシに依頼して以後共に行動するようになる。過去にナナシと関係があったことや頬の傷のことが徐々に明らかになる。危険な匂いのする人物だが、常識的な優しさも持ち合わせていて、作中では2人の女性（女の子）恋心を抱かれる。
作中でナナシに「津ーさん（つーさん）」と呼ばれる。
カズミさん
表向きには製薬会社の役員で、逃がし屋と依頼人とのパイプ役。終盤では物語の鍵となる。
溝上翔平（みぞうえ しょうへい）
ナナシの友達の小学生。作中では「翔平くん」。ナナシと出会った経緯は作中で語られていないため、不明である。
蜘蛛里警部（くもり- けいぶ）
正義感が強く、かなり有能な刑事。しかし、ナナシの謎を追求し始めたことが友人のケビンを通して上層部に知られてしまい警察をクビになる。その後ナナシたちの事情を知り協力するようになる。
蜘蛛里恵（くもり めぐみ）
蜘蛛里警部の娘。滅愚魅（めぐみ）の名前でレディース「NEO暴動」に所属。つかみどころの無い性格に総長も頭を抱えている。変装が得意。
ハッピー
翔平くんに襲いかかった野良犬。ナナシに懐く。
キャサリン（KATHRYN.L）
愛した人を殺してしまう猟奇的なストーカー殺人事件の犯人。物語後半で、Dr.スターリンクとナナシのパイプ役として再登場する。
ケビン・ストライカー
アメリカ・シカゴの警官。キャサリンを追って日本へ来た。蜘蛛里警部とは「ブラザー」と呼び合う仲。シドニーオリンピックのスーパーヘビー級のボクサー。ナナシの謎を追求したことで首になり、日本へやって来て蜘蛛里と共にナナシたちに協力するようになる。
花札勝利（はなふだ かつとし）
ナナシの友人のエンジニア。名車や旧車の模造車をナナシに提供したり、時にはバスや戦車、潜水艦まで作ってしまったりする天才エンジニアで、美女に弱いお調子者。車のレンタル料は高いが、ナナシの逃がし屋の仕事を陰から支えていた。過去にナナシに逃がしてもらったことがある。彼曰く、「物心ついたときからエンジニア」らしい。
両角麻弥（もろずみ まや）
陶芸家の娘で津田島に追われる。事件後は花札の工場でメカニックになる。
加藤信虎（かとう のぶとら）
下水道の一角でU.G.H.（アンダー・グラウンド・ホスピタル）をしている天才外科医。過去にナナシに逃がしてもらったことがある。

### モップ
M.O.P.（マキアベリズム・オブ・プラグマティック） 通称：モップ（清掃用具）。拉致・監禁を生業とする犯罪組織。
汀（みぎわ） / 験体No.1205
頭に包帯を巻いた小柄な男。ナイフの名手。過去に人体実験に供された際、頭蓋骨の縫合を合わせないまま頭皮を閉じられており、常にいつ死んでもおかしくない危険な状態にある。津田島との間に奇妙な因縁が出来、それ故に窮地にあった津田島を救うために行動したが、それが発覚し粛清されそうになる。殺される直前、ブランの襲撃を受けてモップは壊滅。一命をとりとめた汀は、後にナナシ達と合流し、行動を共にする。
帝次（ていじ）
萩（はぎ）
草尾（くさお）
汀と共に、ナナシを捕獲するために現れた3人。会長を銃殺する。身体能力は非常に高く、一度はナナシの捕獲にも成功する。
朽本正也（くちもと まさや）
モップの爆弾スペシャリスト。清掃祭で自慢の爆弾を起爆させようとする。
雪崩（なだれ）
モップの指導者。清掃祭と称した殺人を計画し津田島を狙う。組織をあげてナナシや津田島を狙う計画を発動する直前、ブランの襲撃を受け殺害される。

### アメリカの組織
Dr.スターリング
アメリカの組織の首謀者。人類の新たなる可能性を求めて人体実験をしている。完全なる完成例と言えるナナシを組織へ連れ戻そうとする。
ブラン（BLANC）- 験体No.1208
ナナシ捕獲のために、アメリカの組織より送られてきた肌が真っ白の刺客で、身体能力が人間を明らかに超越するほど高く、組織の肉体的完成例と呼ばれる。M.O.P.を1人で壊滅させる。後に、Dr.スターリングの頼みにより、ナナシと津田島を救い出し、以後は彼らと行動を共にする。
（名前不詳）- 験体No.不明
ナナシ捕獲のために、アメリカの組織より送られてきた刺客で、相手に対して、言葉で思い通りの人に自分を認識させる能力を持つ。

### ルネの一味
CIA・TA（チームアブノーマル）
トニー・フランコ
いくつもの勲章を手にした軍人上がりのエージェント。任務に際しては、女子供も虐殺する残忍さを持つ。
アリモ・メネガッティ
「モスキート」と呼ばれる能力を持つ黒人男性。
ビリー・カブリ
爆発物のエキスパート。
ティナ・モートン
ヘリコプターやジェット機、戦車などの操縦は何でもござれの女性。
ケイト・シュマイケル
痛みを感じない（先天性無痛無汗症）少女。ルネに裏切られる（捨てられる）が津田島の優しさに救われ好意を抱き、「蓮司くん」と呼び始める。

ルネ・ギンティー / 験体No.00（オリジナル）
Dr.スターリングの息子であり、生まれついての「Switch」の能力者。他人と違う彼の孤独を救うためにスターリングは彼と同じ存在を生み出そうとしていたが、結局歪んでしまい、世界を破壊し残った人類を自らが導き世界を支配しよう考え、ナナシやブランといった自分の亜種は邪魔者として全て殺そうとしている。
風貌は若いが、登場時は65歳で、自身のその優れた頭脳ではじき出した自身の寿命は200歳以上となっている。
（ルネの部下）
ルネの側近であり息子でもある。上記のように息子ではあるものの、見た目はルネと同年代のようになっている。

### その他の人物
檜山（ひやま）
若頭の津田島を慕う男。津田島を庇い死亡。
沖田（おきた）
蜘蛛里警部の部下。学生時代は自由形のオリンピック候補選手だったが、服を着たまま泳ぐナナシに追いつくことはできなかった。ケビン・ストライカーからは「キッズ」と呼ばれている。
スズキくん
翔平くんの同級生。男女差別が嫌いで「くん」付けで呼ばれているが女の子。
会長
「逃がし屋」のスポンサーで製薬会社の会長。ナナシの能力に気付き、ナナシに逃がし屋をさせてその能力を試していた。カズミさんの祖父。
カルロス・アイバ
津田島を殺すために雇われた元野球選手のスポーツマン。数々の記録を持ちメジャー入り目前だったが、母親が事故死し父親が焼身自殺したショックでドラッグと酒に堕ちてドロップアウトしてしまい、過去の栄光にすがりながらその豪腕を活かして鉄球を使った暗殺を行っていた。
岩瀬綾香（いわせ あやか）
M.O.P.に狙われた総合電機社長の娘。津田島に恋する。

## 用語・設定
アメリカの組織
人類の更なる可能性を求め、度重なる人体実験を行う組織。自力で施設から逃げ出したナナシを「完全なる完成体」とし捕獲を試みる。
ナナシが験体No.1215であることから1000人以上もの人間がモルモットになっているとされる。
スフィア
ルネが開発した兵器で、片手に収まる大きさの球体。自ら転がったり、触角のようなものを使ったりして移動し、ボディの半分を牙のような形で開口し噛み付くように襲い掛かる。単体での移動は遅いが、複数で蛇のような形に連なり蛇行し、移動の速度を上げることもできる。攻撃されないように仕組まれたチップを持つことで標的にはならない。また、不完全ではあるが、子供は襲わないようにプログラミングされている（ただし、不完全なため、実際には少数ではあるが誤作動により、子供も攻撃していた）。
モスキート
チームアブノーマルのアリモ・メネガッティの能力。人間が吐き出す二酸化炭素を感知して、その居場所を特定する。

## 書誌情報
- 米原秀幸 『Switch』 秋田書店〈少年チャンピオン・コミックス〉、全13巻
  1. 2002年12月26日発売・ISBN 4-253-20411-2
  2. 2003年2月20日発売・ISBN 4-253-20412-0
  3. 2003年4月24日発売・ISBN 4-253-20413-9
  4. 2003年7月24日発売・ISBN 4-253-20414-7
  5. 2003年10月2日発売・ISBN 4-253-20415-5
  6. 2003年12月11日発売・ISBN 4-253-20416-3
  7. 2004年2月12日発売・ISBN 4-253-20417-1
  8. 2004年4月15日発売・ISBN 4-253-20418-X
  9. 2004年6月17日発売・ISBN 4-253-20419-8
  10. 2004年9月16日発売・ISBN 4-253-20420-1
  11. 2004年11月11日発売・ISBN 4-253-20421-X
  12. 2005年1月6日発売・ISBN 4-253-20422-8
  13. 2005年2月8日発売・ISBN 4-253-20423-6